# Leif Edward Ottesen Kennair
Leif Edward Ottesen Kennair (19 de março de 1970) é um psicólogo norueguês e professor de psicologia da personalidade na Universidade Norueguesa de Ciência e Tecnologia. Foi diretor do Departamento de Psicologia de 2009 a 2013. Seus interesses de pesquisa incluem psicologia clínica e psicologia evolucionária, e ele é amplamente conhecido por participar de debates públicos, incluindo a série de TV da NRK, Hjernevask,em 2010. Ele conduziu pesquisas sobre o tratamento de transtorno obsessivo-compulsivo, ansiedade e depressão, e sobre ciúmes, comportamento sexual, assédio sexual e influência hormonal no comportamento sexual.